# Opperman (bouw)

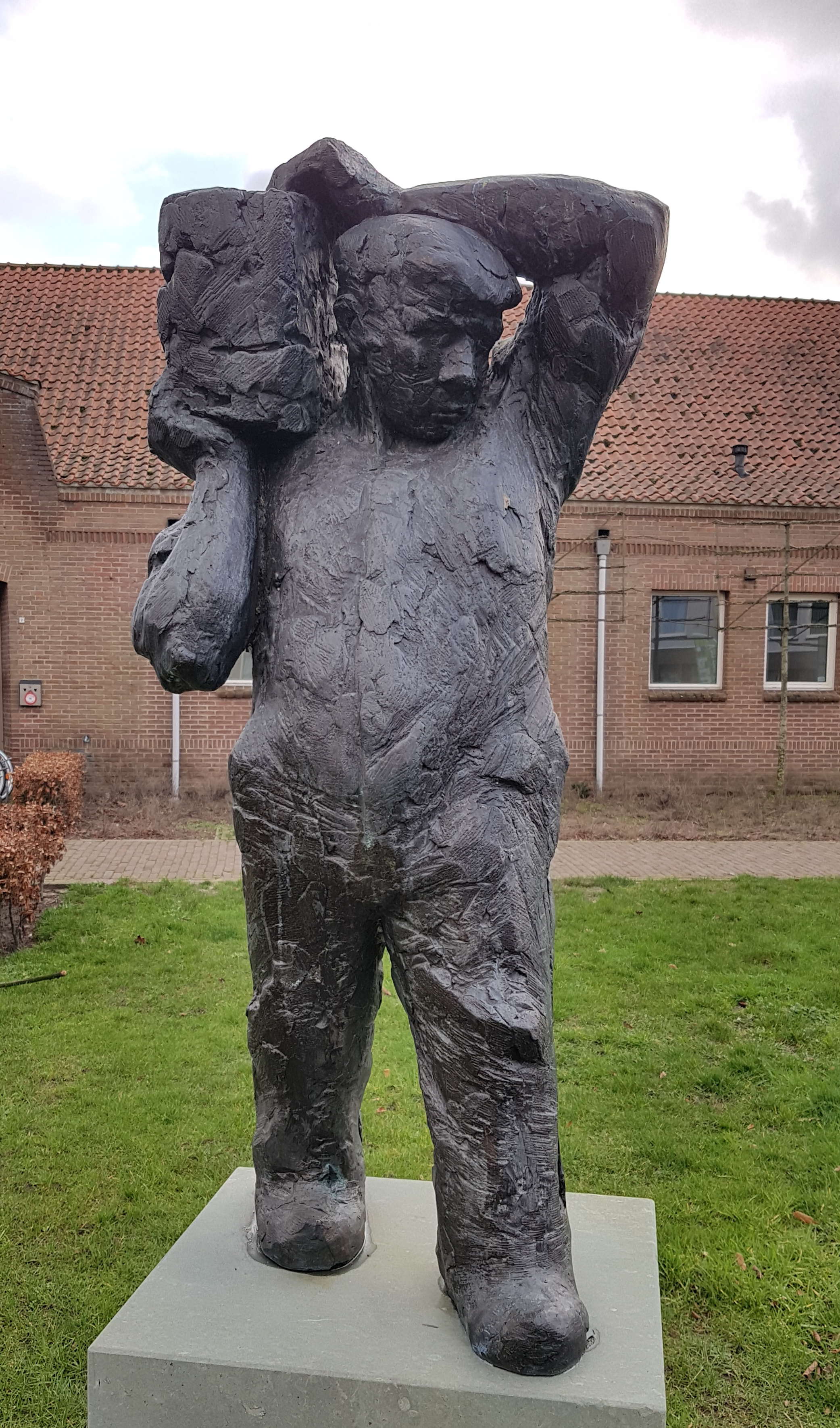
Opperman van Herpen

Een opperman is de arbeider, die in de bouw zorgdraagt voor de tijdige aanvoer van materiaal en hulpmiddelen voor de metselaar.
De opperman zorgt ervoor dat de stenen en specie op tijd klaar staan bij de te metselen muur. Verder verricht hij allerlei klussen, zoals opruimen, vegen en schoonmaken. Het beroep valt in de categorie ongeschoold werk. De opperlieden zijn nooit in een gilde opgenomen geweest.
Het bijbehorende werkwoord is 'opperen'. Van het Middelnederlands operen (knechtwerk doen voor de metselaar). Waarschijnlijk afgeleid van het Latijnse werkwoord operâri (werken).
Opperen betekent ook gewas aan oppers brengen (stapelen) en in figuurlijke zin het aandragen van ideeën.